# WWE No Mercy
Cet article concerne le pay-per-view. Pour le jeu vidéo, voir WWF No Mercy (jeu vidéo).
No Mercy est un pay-per-view (PPV) annuel de catch promu par la fédération World Wrestling Entertainment (WWE). La première édition de No Mercy s'est déroulée le 16 mai 1999 à Manchester en Angleterre. L'événement se déroulait annuellement en octobre de 1999 à 2008. De 2003 à 2006 l'événement était exclusif à la division de SmackDown. En 2016, l'événement fait son retour à la WWE, et est exclusif à SmackDown, à la suite du retour de la Brand Extension en juillet 2016. L'événement est diffusé pour la première fois sur le WWE Network. Cependant, en 2017, l'événement change de division et devient exclusif à Raw avant de disparaitre jusqu'en 2023 avant de revenir pour la division NXT. La chanson, "No Mercy" de Jim Johnston a été utilisé comme thème musical régulier pour les éditions de 2002, 2004, 2005 et 2007.

## Historique deNo Mercy
Pay-per-view exclusif à Raw
 Pay-per-view exclusif à SmackDown
 Pay-per-view exclusif à NXT
| #                                                                             | Événement                              | Ville                        | Lieu                          | Main Event | Spectateurs |
| ----------------------------------------------------------------------------- | -------------------------------------- | ---------------------------- | ----------------------------- | --- | ----------- |
| 1                                                                             | No Mercy (1999) UK 16 mai 1999         | Manchester (Angleterre)      | Manchester Evening News Arena | Stone Cold Steve Austin (c) contre Triple H (avec Chyna) et The Undertaker pour le WWF Championship                                                             | 18 107      |
| 2                                                                             | No Mercy (1999) 17 octobre 1999        | Cleveland (Ohio)             | Gund Arena                    | Triple H (c) contre Stone Cold Steve Austin pour le WWF Championship                                                                                            | 18 742      |
| 3                                                                             | No Mercy (2000) 22 octobre 2000        | Albany (New York)            | Pepsi Arena                   | The Rock (c) contre Kurt Angle pour le WWF Championship | 14 342      |
| 4                                                                             | No Mercy (2001) 21 octobre 2001        | Saint Louis (Missouri)       | Savvis Center                 | Stone Cold Steve Austin (c) contre Kurt Angle contre Rob Van Dam pour le WWF Championship                                                                       | 15 647      |
| 5                                                                             | No Mercy (2002) 20 octobre 2002        | North Little Rock (Arkansas) | Alltel Arena                  | Brock Lesnar (avec Paul Heyman) contre The Undertaker dans un Hell in a Cell pour le WWE Championship                                                           | 9 074       |
| 6                                                                             | No Mercy (2003) 19 octobre 2003        | Baltimore (Maryland)         | 1st Mariner Arena             | Brock Lesnar (c) contre The Undertaker dans un Biker Chain Match pour le WWE Championship                                                                       | 8 500       |
| 7                                                                             | No Mercy (2004) 3 octobre 2004         | East Rutherford (New Jersey) | Continental Airlines Arena    | John "Bradshaw" Layfield (c) contre The Undertaker dans un Casket Match pour le WWE Championship                                                                | 10 000      |
| 8                                                                             | No Mercy (2005) 9 octobre 2005         | Houston (Texas)              | Toyota Center                 | Batista (c) contre Eddie Guerrero pour le WWE World Heavyweight Championship                                                                                    | 5 000       |
| 9                                                                             | No Mercy (2006) 8 octobre 2006         | Raleigh (Caroline du Nord)   | RBC Center                    | King Booker (c) (avec Queen Sharmell) contre Bobby Lashley contre Batista contre Finlay dans un Fatal Four-Way match pour le WWE World Heavyweight Championship | 9 000       |
| 10                                                                            | No Mercy (2007) 7 octobre 2007         | Chicago (Illinois)           | Allstate Arena                | Triple H (c) contre Randy Orton dans un Last Man Standing Match pour le WWE Championship                                                                        | 15 106      |
| 11                                                                            | No Mercy (2008) 5 octobre 2008         | Portland (Oregon)            | Rose Garden                   | Chris Jericho (c) contre Shawn Michaels dans un Ladder Match pour le WWE World Heavyweight Championship                                                         | 9 527       |
| 12                                                                            | No Mercy (2016) 9 octobre 2016         | Sacramento (Californie)      | Golden 1 Center               | Bray Wyatt contre Randy Orton | 14 324      |
| 13                                                                            | No Mercy (2017) 24 septembre 2017      | Los Angeles (Californie)     | Staples Center                | Brock Lesnar (c) contre Braun Strowman pour le WWE Universal Championship                                                                                       | 16 106      |
| 14                                                                            | NXT No Mercy (2023) 30 septembre 2023  | Bakersfield (Californie)     | Mechanics Bank Arena          | Becky Lynch (c) contre Tiffany Stratton dans un Extreme Rules match pour le NXT Women's Championship                                                            | 4 954       |
| 15                                                                            | NXT No Mercy (2024) 1er septembre 2024 | Denver (Colorado)            | Ball Arena                    | Ethan Page (c) contre Joe Hendry pour le NXT Championship arbitré par Trick Williams                                                                            | 6 703       |
| (c) – désigne le(s) champion(s) défendant son/leurs titre(s) pendant le match |                                        |                              |                               | |             |

### Identité visuelle (logo)

Logo de mai 1999.
Logo d'octobre 1999.
Logo des éditions de 2000 et de 2001.
Logo de l'édition 2002.
Logo des éditions 2003 à 2006.
Logo de l'édition 2007.
Logo de l'édition 2008.
Logo de l'édition 2016
Logo de l'édition 2017.